# Barleria holstii
Barleria holstii är en akantusväxtart som beskrevs av Gustav Lindau. Barleria holstii ingår i släktet Barleria och familjen akantusväxter. Inga underarter finns listade i Catalogue of Life.